# Wetteren
Wetteren là một đô thị ở tỉnh Oost-Vlaanderen. Đô thị này bao gồm các thị xã Massemen, Westrem và Wetteren proper. Tại thời điểm ngày 1 tháng 1 năm  2006 Wetteren có tổng dân số 23.209 người. Tổng diện tích là 36,68 km² với mật độ dân số là 633 người trên mỗi km².

## Dân địa phương nổi tiếng
- Julien De Wilde (sinh ở Wetteren), nhà kinh doanh